# Orrù (famiglia)
Il cognome Orrù, originariamente De Orrubu, Orruvu, Orruu o Horru (nella sua variante spagnola "Orro"), costituì, in epoca giudicale, uno dei più noti e prestigiosi casati. È frequentemente presente in documenti giuridici quali condaghi e atti di pace e in epoca medievale è preceduto da "De" che ne indica la discendenza. Il cognome deriva, secondo alcune teorie, dal termine sardo "orrù", ovvero "rovo" che indica il carattere pungente tipico di questa famiglia. H.J. Wolf lo farebbe invece derivare da un antico villaggio non precisamente identificato, localizzato con probabilità nel Regno di Arborea.

## Diffusione
Il cognome Orrù è diffuso in 207 Comuni Italiani, di cui 111 in Sardegna. Nella penisola italiana si concentra nella zona centro nord, nell'isola nel centro sud. La provincia cagliaritana conta il maggior numero di Orrù, rispettivamente Cagliari, Quartu S.E., Sinnai, Sestu; a seguire la provincia di Oristano, Sassari, e Sud Sardegna.